# Папа Кај
Папа Кај (преминуо 22. априла 296) назива се још и Гај, био је папа од 17. децембра 283. до смрти 296. године. Према хришћанској традицији рођен је у Далмацији у гради Салона, данашњи Солин у близини Сплита, син човека по имену Кај, био је припадник племићке породице у роду са царом Диоклецијаном. Био је Илир.
Располаже се са мало информација о Кају, осим што даје Liber pontificalis, која се ослања на легендарно мучеништво Свете Сузане за информације. Према легенди, Кај је крстио мушкарце и жене које је преобратио Свети Тибуртије (који је поштован са Св. Сузаном) и Свети Кастул. Легенда каже да се Кај склонио у катакомбама Рима и умро смрћу мученика.

## Кућа Каја
Око 280, ранохришћански храм основан је на месту Свете Сузане, који, као и многи од најранијих хришћанских места састанка био у кући. Дом је припадао, према акту из шестог века, браћи по имену Кај и Габинус, угледним хришћанима. Кај може бити овај папа, или Кај Презвитер. Габинус је име дато оцу Свете Сузане. Стога, извори тврде да је Кај стриц Свете Сузане.

## Понтификат
Као папа, он је објавио да пре приступања на место бискупа морају пре тога бити портири, лектори, егзорцисти, олтарски помагачи, декани и сештеници. Он је поделио Римске дистрикте деканима. Током његовог понтификата хришћанофобија је у порасту иако је грађење цркава и гробља у порасту. Свети Кај можда није био мученик јер је Деоклецијаново протеривање хришћана почело 303. године, после Кајеве наводне смрти, а Деоклецијан ије био насилан према хришћанима одмах по крунисању.

## Гробница и погреб
Кај се помиње у Depositio Episcoporum (не као мученик): X kl maii Caii in Callisti из четвртог века.
Кајева гробница, са оригиналним епитафом, откривена је у катакомбама Калиста и у њој прстен са којим је он користио за заптивање његових писама (види Arringhi, Roma subterr., 1. iv. c. xlviii ст. 426.). Године 1631, његова наводна кућа у којој је боравио у Риму је претворена у цркву. Међутим, она је срушена 1880. како би направили место за Министарство рата, током заузиманја Рима, а његове мошти су пренете у капелу породице Барберини.

## Канонизација
Празник Светог Каја слави се 22. априла, заједно са Светим Сотером. Они су се заједно славили у Тридентинском календару и у наредним верзијама Општег римског календара све до 1969. године, од када су изостављени. Оба су поменута под 22. априлом у римском Мартирологију, званичној листе признатих светаца. Унос за Светог Каја гласи: "У Риму, на гробљу Каликста на Апијском путу, сахрањен је Свети Кај, папе, који је, бежећи од прогона Диоклецијана, умро као исповедник вере"
Свети Кај је приказан у уметности носећи папску круну заједно са Светим Нером. Он је поштован у Далмацији и Венецији. У Фиренци, Црква Сан Гађио на Сенесенском путу посвећена је њему.